# Belfast-Murray River
Circonscription électorale provinciale du Canada
Pour les articles homonymes, voir Belfast et Murray.
Belfast-Murray River est une circonscription électorale provinciale de l'Île-du-Prince-Édouard (Canada). La circonscription est créée en 1996 à partir de la circonscription 4e Kings ainsi que de portions de la 5e Kings et de la 4e Queens. Elle porte en fait le nom de Murray River-Gaspereaux jusqu'en 2007.

## Liste des députés
| Belfast-Murray River                                             | Belfast-Murray River | Belfast-Murray River      | Belfast-Murray River | Belfast-Murray River | Belfast-Murray River |
| Nom                                                              | Nom                  | Parti                     | Mandat               | Législature          |                      |
| ---------------------------------------------------------------- | -------------------- | ------------------------- | -------------------- | -------------------- | -------------------- |
| Pour la période 1873-1996, voir 4e Kings, 5e Kings et 4e Queens. |                      |                           |                      |                      |                      |
|                                                                  | Pat Binns            | Progressiste-conservateur | 1996 - 2000          | 60e                  |                      |
|                                                                  | Pat Binns            | Progressiste-conservateur | 2000 - 2003          | 61e                  |                      |
|                                                                  | Pat Binns            | Progressiste-conservateur | 2003 - 2007          | 62e                  |                      |
|                                                                  | Pat Binns            | Progressiste-conservateur | 2007                 | 63e                  |                      |
|                                                                  | Vacant               | Vacant                    | 2007                 | 63e                  |                      |
|                                                                  | Charlie McGeoghegan  | Libéral                   | 2007 - 2011          | 63e                  |                      |
|                                                                  | Charlie McGeoghegan  | Libéral                   | 2011 - 2015          | 64e                  |                      |
|                                                                  | Darlene Compton      | Progressiste-conservateur | 2015 - 2019          | 65e                  |                      |
|                                                                  | Darlene Compton      | Progressiste-conservateur | 2019 - 2023          | 66e                  |                      |
|                                                                  | Darlene Compton      | Progressiste-conservateur | 2023 - en cours      | 67e                  |                      |

## Géographie
La circonscription comprend les villages de Belfast, Murray Harbour et Murray River.